# ルシア・アプデルガリム
ルシア・アプデルガリム（Lucia Apdelgarim、2004年3月22日 - ）は、アルゼンチンの女性総合格闘家、キックボクサー。Picante Fight Club所属。

## 来歴
テコンドーをバックボーンに持つ。アルゼンチンのRyskCombat MMAでプロ総合格闘技デビュー。
2022年7月9日、プロデビュー戦となったRCMMA 8でソフィア・ランディと対戦し、2R4分31秒でパンチによるTKO負けを喫した。
2022年10月15日、CAM 14でロリ・エスピノサと対戦し、5分3R終了で3-0の判定勝ちを収めた。
2023年5月13日、SFH 11でジュリエタ・マルティネスと対戦し、5分3R終了で0-3の判定負けを喫した。
同大会で行われたナディア・ビリャグラとの試合では、2R0分30秒でパンチからの膝蹴りによるTKO勝ちを収めた。
2023年12月30日、AFN 4でアイタナ・アルバレスと対戦し、5分3R終了で0-3の判定負けを喫した。
2024年5月3日、巌流島バーチャルファイトで元KNOCK OUT-BLACK女子ミニマム級王者のぱんちゃん璃奈と対戦し、3R終了時に判定2-0で勝利を収めた。
2024年12月31日、RIZIN.49で現RIZIN女子スーパーアトム級王者の伊澤星花とノンタイトル戦で対戦し、1Rに腕ひしぎ十字固めで一本負け。

## 戦績

### プロ総合格闘技
| 総合格闘技 戦績 | 総合格闘技 戦績 | 総合格闘技 戦績 | 総合格闘技 戦績 | 総合格闘技 戦績 | 総合格闘技 戦績 | 総合格闘技 戦績 |
| --------------- | --------------- | --------------- | --------------- | --------------- | --------------- | --------------- |
| 7 試合          | (T)KO           | 一本            | 判定            | その他          | 引き分け        | 無効試合        |
| 3 勝            | 2               | 0               | 1               | 0               | 0               | 0               |
| 4 敗            | 1               | 1               | 2               | 0               | 0               | 0               |

| 勝敗 | 対戦相手                 | 試合結果                 | 大会名                 | 開催年月日     |
|      | ロリ・エスピノザ         | 試合前                   | Samurai Fight House 21 | 2025年4月20日  |
| ○    | タチアナ・エスピアッセ   | 1R 1:57 TKO（パンチ）    | Samurai Fight House 20 | 2025年2月23日  |
| ×    | 伊澤星花                 | 1R 2:21 腕ひしぎ三角固め | RIZIN.49               | 2024年12月31日 |
| ×    | アイタナ・アルバレス     | 5分3R終了 判定0-3        | AFN 4                  | 2023年12月30日 |
| ×    | ジュリエタ・マルティネス | 5分3R終了 判定0-3        | Samurai Fight House 11 | 2023年5月13日  |
| ○    | ナディア・ビリャグラ     | 2R 0:30 TKO（膝蹴り）    | Samurai Fight House 11 | 2023年5月13日  |
| ○    | ロリ・エスピノサ         | 5分3R終了 判定3-0        | CAM 14                 | 2022年10月15日 |
| ×    | ソフィア・ランディ       | 2R 4:31 TKO（パンチ）    | RCMMA 8                | 2022年7月9日   |

### プロキックボクシング
| キックボクシング 戦績 | キックボクシング 戦績 | キックボクシング 戦績 | キックボクシング 戦績 | キックボクシング 戦績 | キックボクシング 戦績 | キックボクシング 戦績 |
| --------------------- | --------------------- | --------------------- | --------------------- | --------------------- | --------------------- | --------------------- |
| 4 試合                | (T)KO                 | 判定                  | その他                | 引き分け              | 無効試合              |                       |
| 2 勝                  | 1                     | 1                     | 0                     | 0                     | 0                     |                       |
| 2 敗                  | 0                     | 2                     | 0                     | 0                     | 0                     |                       |

| 勝敗 | 対戦相手           | 試合結果             | 大会名                        | 開催年月日     |
| ×    | ラニー・シルバ     | 3分3R終了 判定1-2    | K-1 WORLD GP 2024 in Brasilia | 2024年8月24日  |
| ×    | 竹井奈々           | 3分3R終了 判定1-2    | Knock Out 2024 Super Bout     | 2024年6月23日  |
| ○    | ぱんちゃん璃奈     | 3R終了 判定2-0       | 巌流島バーチャルファイト      | 2024年5月3日   |
| ○    | マリアナ・ジョフレ | 3R TKO（タオル投入） | RyskCombat 10                 | 2023年10月28日 |

### アマチュア総合格闘技
| 勝敗 | 対戦相手           | 試合結果          | 大会名 | 開催年月日    |
| ×    | ニコール・アルタサ | 3分3R終了 判定0-3 | CAM 11 | 2022年6月25日 |